# Arthur Schnitzler
Arthur Schnitzler (15. května 1862 Vídeň – 21. října 1931 Vídeň) byl rakouský prozaik, dramatik a lékař.

## Život
Arthur Schnitzler se narodil v roce 1862 ve Vídni jako syn předního laryngologa Johanna Schnitzlera a jeho ženy Louisy.
Již jako dítě se zajímal o literaturu, psal básně a hrál na klavír. Po maturitě na akademickém gymnáziu (1879) se však vydal ve šlépějích svého otce a na vídeňské univerzitě vystudoval medicínu. Přispíval do lékařského časopisu svého otce Internationale Klinische Rundschau. Velmi se zajímal o psychologii. Praxi absolvoval u psychiatra Theodora Meynerta, u nějž se seznámil s užitím hypnózy a sugesce. Tyto poznatky měly později vliv na jeho literární tvorbu. Od poloviny 80. let působil jako asistent nejdříve ve vídeňské Všeobecné nemocnici a poté na oddělení svého otce na Všeobecné poliklinice. Po otcově smrti roku 1893 si otevřel vlastní privátní praxi.

## Dílo
Jeho literární kariéra začala v roce 1893, když zemřel jeho otec. Ve stejném roce vzbudilo jeho drama Anatol zájem veřejnosti i kritiky. To v roce 1900 následoval soubor deseti konverzačních jednoaktovek Der Reigen (česky většinou Rej nebo Kolo) o milostných vztazích vídeňské společnosti, které prostupují všemi společenskými vrstvami (od prostitutky přes vojáka, panskou, jejího pána atd. až k hraběti, který se stýká s prostitutkou z první aktovky), které zachycují jejich rozhovor před milostným aktem a po něm. Inscenování i knižní vydání této hry bylo cenzurou zakázáno a Schnitzler ji vydal samonákladem. Poprvé byla uvedena na jevišti až v Berlíně v roce 1920 a vyvolala skandál nedozírných obzorů. Pro svou otevřenou sexualitu byly i další jeho práce cenzurovány.
Psal především povídky, novely a divadelní hry, je však také autorem dvou románů. Jeho dílo bylo silně poznamenáno jeho lékařskou profesí a hlavně psychologickými a psychiatrickými poznatky. Často je označován jako literární protipól Sigmunda Freuda. Oba se však setkali pouze jednou, krátce poté, co Freud gratuloval Schnitzlerovi k 60. narozeninám. Schnitzlerova povídka Leutnant Gustl z roku 1900 je první případ užití proudu vědomí v německy psané literatuře.

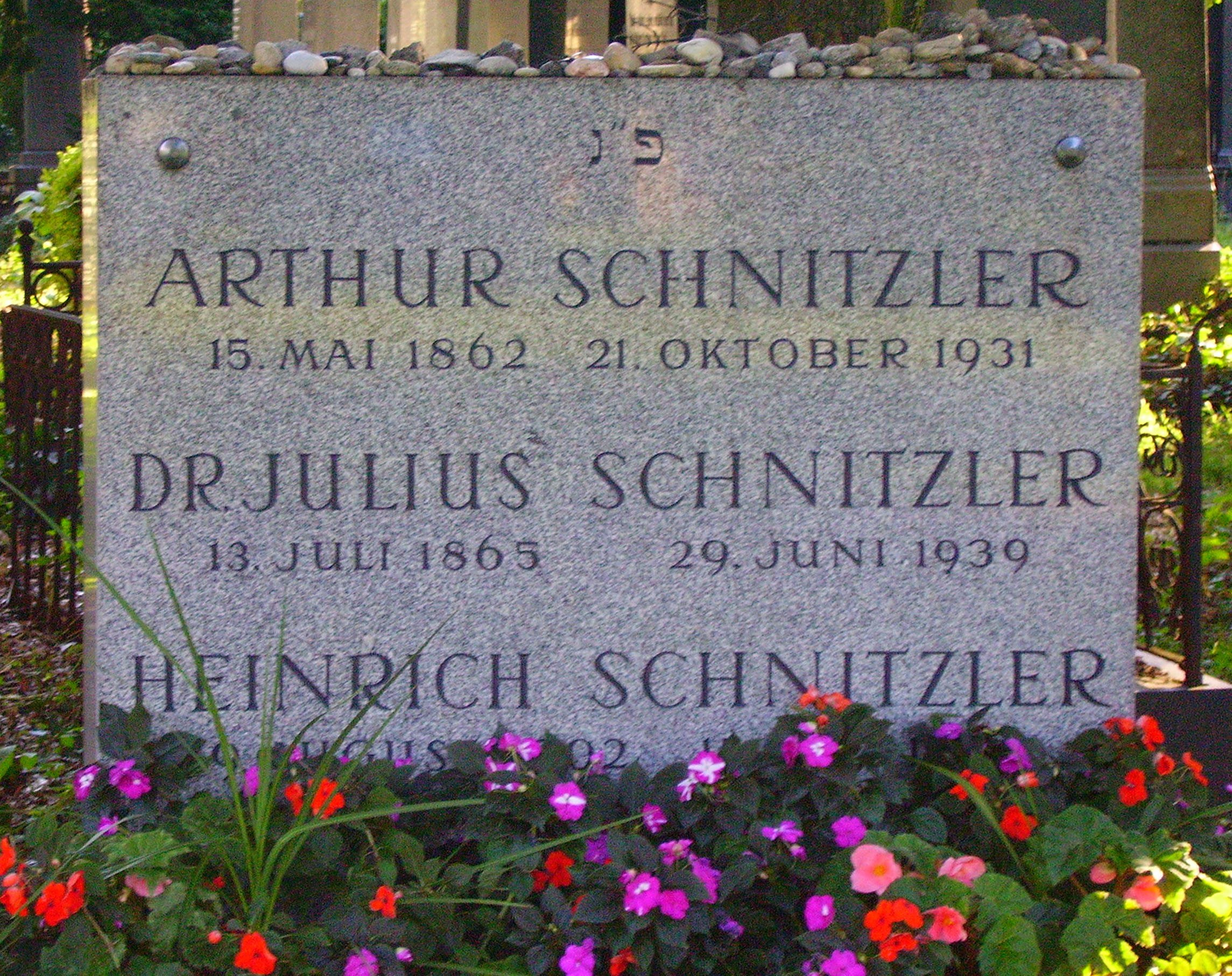
Jeho hrob na centrálním hřbitově ve Vídni.

Schnitzler byl členem avantgardní umělecké skupiny Jung Wien. Ve vídeňských kavárnách Griensteidl a Herrenhoff, které byly pulzujícím srdcem vídeňského uměleckého světa, se setkával se spisovatelem Hugo von Hofmannsthalem. Tito dva, Hugo von Hofmannsthal a Arthur Schnitzler, jsou považováni za jedny z největších německy píšících dramatiků počátku 20. století.
Přestože kritizoval společnost za pokrytectví v oblasti sexu a erotiky a předsudkům vůči ženám, které se k těmto otázkám stavěly otevřeně, sám se odmítal oženit s ženou podobné pověsti. Před sňatkem s o dvacet let mladší herečkou Olgou Gussmanovou, se často stýkal s předními ženami vídeňské společnosti, aniž by bral v úvahu jejich společenské postavení. Po řadě bouřlivých let, naplněných hádkami, se rozvedli v roce 1921. Další ranou v jeho soukromém životě byla sebevražda jeho dcery Lily v Benátkách v roce 1929.
V roce 1926 vyšla jedna z Schnitzlerových dodnes nejoblíbenějších prací, novela Traumnovelle (česky Snová novela) o volnosti sexuální fantazie a váze naplněné manželské nevěry ve snu a nenaplněné nevěry ve skutečnosti, která se stala předlohou posledního filmu Stanleyho Kubricka Spalující touha.
Krom své literární činnosti si Schnitzler vedl od svých sedmnácti let až do smrti deník. V něm si zaznamenával všechny své přítelkyně (měl jich často více najednou) a vedl si pečlivé údaje o každém orgasmu. Zemřel v roce 1931 na krvácení do mozku. Byl pochován na centrálním hřbitově ve Vídni (Wiener Zentralfriedhof).

## Přehled děl (výběr)

### Divadelní hry
- Anatol (Anatol, 1893)
  - cyklus šesti jednoaktovek

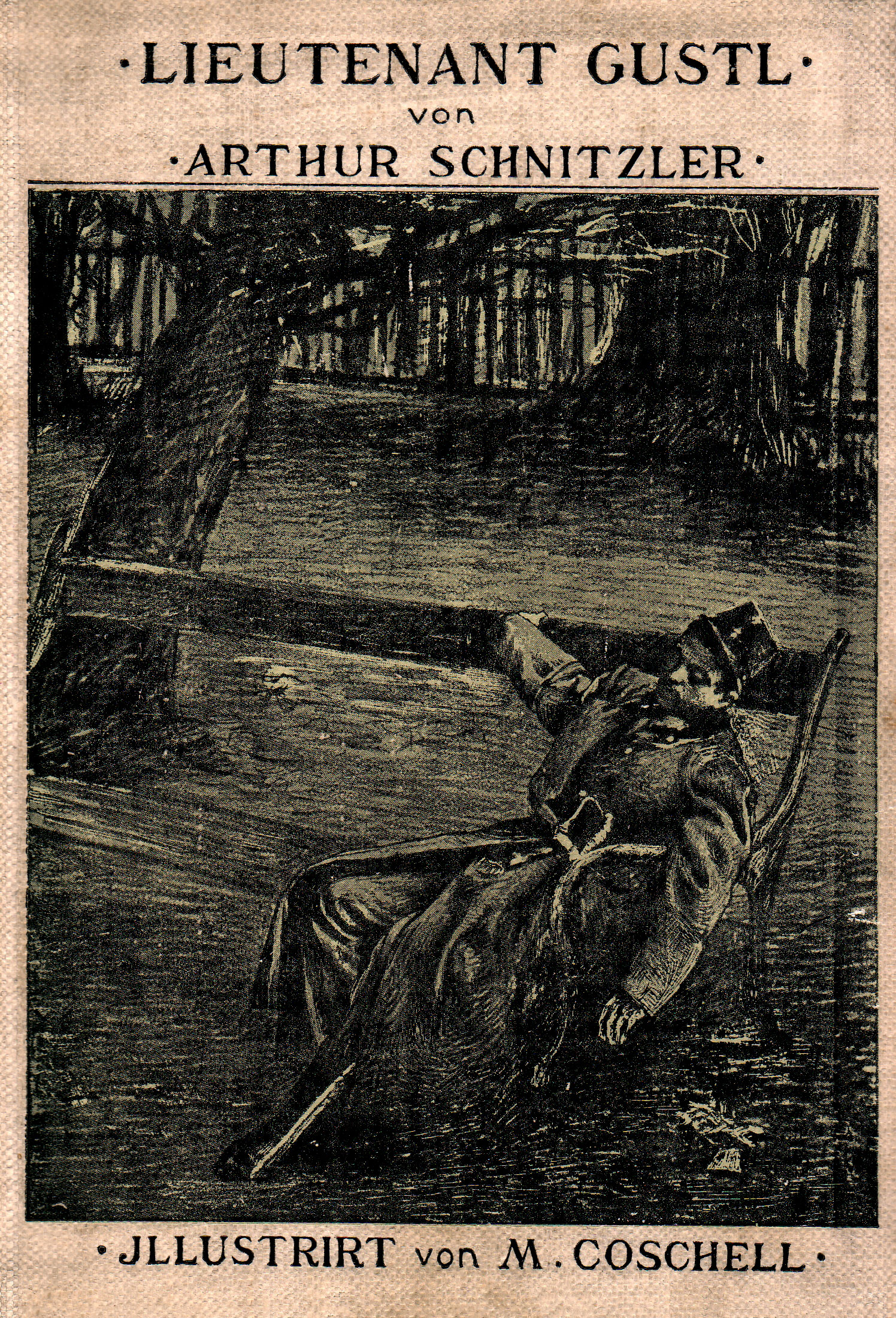
Schnitzler, Arthur. Lieutenant Gustl (1901)

  - č. Anatol, přel. Karel Švanda ze Semčic
  - č. Anatol, přel. Vladimír Tomeš, Praha: Dilia 1968
  - v roce 1992 zpracováno v Českém rozhlasu jako šestidílný rozhlasový cyklus Arthur Schnitzler: Anatol. Jednotlivé díly: Osudová otázka, Vánoční nákupy, Epizoda, Večeře na rozloučenou, Agonie a Anatolovo svatební ráno. Překlad, rozhlasová úprava a režie Vladimír Tomeš. Dramaturg Jaromír Ptáček.[2]
- Milkování (Liebelei, 1895)
  - č. Milkování, přel. Josef Fr. Javůrek, 1897
  - č. Milkování, přel. Zuzana Augustová
- Rej (Reigen. Zehn Dialoge, 1897)
  - č. Kolo. Deset dialogů, přel. R.V. Boubela, 1904
  - č. Dokolečka dokola, přel. Jindřich Flusser, 1978, tento překlad byl zpracován v Československém rozhlasu jako rozhlasová hra. Rozhlasová úprava a režie Josef Melč, dramaturgie Václav Daněk. Hráli: Josef Červinka, Michal Pavlata, Klára Jerneková, Miroslava Hozová, František Němec, Jaroslava Adamová, Martin Růžek, Naďa Konvalinková, Jaroslav Satoranský, Alena Vránová a Ljuba Krbová.[3]
  - č. Rej, přel. Josef Balvín, 1986
- Paracelsus, 1899
- Zelený papoušek (Der grüne Kakadu, 1899)
  - č. Zelený papoušek, přel. Jan Tomek, 1966
- Osamělá cesta (Der einsame Weg, 1904)
  - č. Osamělá cesta
- Komtesa Mici (Komtesse Mizzi oder Der Familientag, 1909)
- Mladý Medard (Der junge Medardus, 1910)
- Krajina širá (Das weite Land, 1911)
  - tragikomedie
- Profesor Bernhardi (Professor Bernhardi, 1912)
- Komödie der Verführung, 1924

### Kratší próza
- Umírání (Sterben, 1895)
  - č. Umírání, přel. Jos. Fr. Javůrek, 1898
- Poručík Gustík (Lieutenant Gustl, 1901)
  - č. Lieutenant Gustl, přel. K. Šípek, 1904
- Paní Beata a její syn (Frau Beate und ihr Sohn, 1913)
  - č. Paní Beata a její syn, přel. Josef Žemla, 1917
- Casanovův návrat do vlasti (Casanovas Heimfahrt, 1918)
  - č. Casanovův návrat do vlasti, přel. František Vavřín, 1924
  - v roce 2011 zpracováno jako četba na pokračování v Českém rozhlasu, upravila Eva Lenartová, režie Tomáš Jirman, četl Stanislav Šárský.[4]
- Slečna Elsa (Fräulein Else, 1924)
  - č. Slečna Elsa, přel. Vladimír Tomeš, 1977
- Snová novela (Traumnovelle , 1926)
  - česky Snová novela, přel. Gabriela Veselá, 1992
  - dramatizace: 1999 - Český rozhlas Vltava, účinkovali:Stanislav Šárský, Anna Cónová, Milan Kačmarčík, režie: Ivan Misař
  - na námět novely vznikl v roce 1999 film Spalující touha (Eyes wide shut)
- Spiel im Morgengrauen (1927)
- Útěk do temnoty (Flucht in die Finsternis, 1931)
  - č. Útěk do temnoty, přel. Gabriela Veselá, 1992

### Romány
- Cesta do šíra (Der Weg ins Freie, 1908)
  - č. Cesta do šíra, přel. Josef Žemla, 1923
- Tereza. Kronika ženina života (Therese. Chronik eines Frauenlebens, 1928)
  - č. Tereza. Kronika ženina života, přel. Růžena Thonová, 1930

### Autobiografie
- Jugend in Wien, 1968

### Deníky
Kromě toho byl vydán Schnitzlerův deník (v několika svazcích) i četná korespondence.